# Ctrl (álbum)
Ctrl (pronunciado "control") es el álbum de estudio debut de la cantante estadounidense SZA. Fue lanzado el 9 de junio de 2017 en Top Dawg Entertainment y RCA Records. Cuenta con apariciones especiales de Travis Scott, Kendrick Lamar, James Fauntleroy e Isaiah Rashad. Originalmente programado para su lanzamiento a finales de 2014, se retrasó por la experiencia de SZA de "una especie de parálisis cegadora provocada por la ansiedad". Trabajó y reelaboró el álbum hasta que la compañía discográfica le quitó su disco duro en la primavera de 2017.
SZA escribió la mayoría de las letras del álbum y colaboró con productores como Craig Balmoris, Frank Dukes, Carter Lang, Scum y ThankGod4Cody para lograr su sonido. Los esfuerzos dieron como resultado un álbum predonimantemente neo-soul y R&B, con elementos de hip-hop, electrónica, pop, indie y soul. Líricamente, el álbum tiene un tema confesional, que toca las experiencias personales de SZA y las complejidades del amor moderno; incluidos el deseo, la competencia, los celos, la política sexual, las redes sociales y la baja autoestima.
Ctrl fue apoyado por cinco sencillos: "Drew Barrymore", "Love Galore", " The Weekend", "Broken Clocks" y "Garden (Say It Like Dat)". Tras su lanzamiento, recibió elogios generalizados de los críticos musicales, muchos de los cuales elogiaron su cohesión y producción, así como la entrega vocal de SZA. El álbum debutó en el número tres en el Billboard 200 de EE. UU., vendiendo 60.000 unidades de álbumes equivalentes en su primera semana. El álbum y sus canciones fueron nominados a cuatro premios Grammy, mientras que SZA fue nominado a Mejor Artista Nuevo. También se incluyó en varias listas de la mejor música de fin de año por publicaciones. En 2019, el álbum ocupó el puesto 472 en la lista de los 500 mejores álbumes de todos los tiempos de Rolling Stone.

## Antecedentes
Después de conocer a miembros de Top Dawg Entertainment durante el CMJ 2011, una amiga que asistió al programa con sus primeras canciones de SZA le impuso al presidente de TDE, Terrence "Punch" Henderson, a quien le gustó el material y se mantuvo en contacto. Dos años después, en junio de 2013, Top Dawg Entertainment anunció que planeaban contratar a dos artistas más.  El 14 de julio, se reveló que Top Dawg había contratado a una próxima cantante llamada SZA para el sello; a través de este acuerdo, SZA lanzó Z (2014). Tras la publicación de Z (2014), SZA comenzó a trabajar en su debut y escribiendo para otros músicos como Beyoncé y Nicki Minaj, y la canción de apertura "Consideration" de Anti de Rihanna. Sin embargo, el álbum debut enfrentó varios reveses, inicialmente prometidos a fines de 2015 y luego a principios de 2016. En octubre de 2016, criticó a su sello por los retrasos en el álbum y dijo que renunciaría.
SZA reveló que su debut sería similar a S e incluiría influencias trap con letras más agresivas, también anunció que comenzó a trabajar con James Fauntleroy, Hit-Boy y su colaborador Felix Snow. Hablando sobre la concepción del álbum, SZA declaró que había pasado cuatro años simplemente haciendo música: "He estado enterrando amigos, enterrando a miembros de la familia, enterrando peso, lo que siento por mí misma, lo que siento por Dios, el forma en que proceso la información". El álbum también se inspiró en la visión de SZA sobre el control de su vida. Hablando de esto, dijo: "Ctrl es un concepto. He carecido de control toda mi vida y creo que lo he anhelado toda mi vida".

## Escritura y grabación
Las sesiones del álbum comenzaron en 2014 y tuvieron lugar en el TDE Red Room en Carson, California. El proceso de grabación del álbum se describió como analógico y se caracterizó por desenchufar y volver a enchufar los cables para crear el sonido deseado. Durante las sesiones de estudio del álbum, SZA y los productores del álbum iban al estudio y filtraban las canciones grabadas y los ritmos para decidir si las canciones eran buenas o valía la pena experimentar con ellas para mejorarlas. SZA buscaba canciones que estaban en las cuarenta listas de éxitos durante varios años, incluidas las décadas de 1940 y 1980, luego escuchaba su estilo, ritmos y sintetizadores para obtener algo de inspiración. A lo largo del proceso de grabación del álbum, el productor de discos Rick Rubin ayudó en el proceso creativo de SZA. "Tenía esta mentalidad de que 'más es más': más reverberación, más voces de fondo", afirmando: "Le toqué un montón de canciones y él me decía:" Cuanto más le quitas a una pieza, más espacio se crea para que todo lo demás sea hermoso y crezca '. Nunca sentí eso antes, la necesidad de editar. Una vez que lo quitas todo, te ves obligado a decir algo".
En 2015, SZA conoció a Carter Lang, por Peter Cottontale en Chicago. Después de actuar juntos en Lollapalooza ese mismo año, SZA y Lang junto con el productor Tyron "Scum" Donaldson comenzaron a desarrollar una relación en el camino hacia la creación de su álbum debut. Los tres celebraron sesiones de estudio en todo el país, desde Los Ángeles hasta Chicago, e incluso se instalaron en la casa de Carter en Míchigan en 2016, donde construyeron "Love Galore", asistida por Travis Scott, en la oficina de Lang's Mom con el equipo de estudio que trajo allí. Lang, Tyron Donaldson, ThankGod4Cody y otros productores se desafiarían entre sí y se enviarían música diferente para trabajar. Entonces SZA escucharía la música y querría crear a partir de eso. Durante la competencia de los productores de quién podría crear la mejor canción, crearon colectivamente "Broken Clocks". "Drew Barrymore" fue concebido en el estudio de Lang en Chicago en 2016, mientras SZA dormía. Lang terminó obteniendo créditos de producción en ocho pistas del álbum.

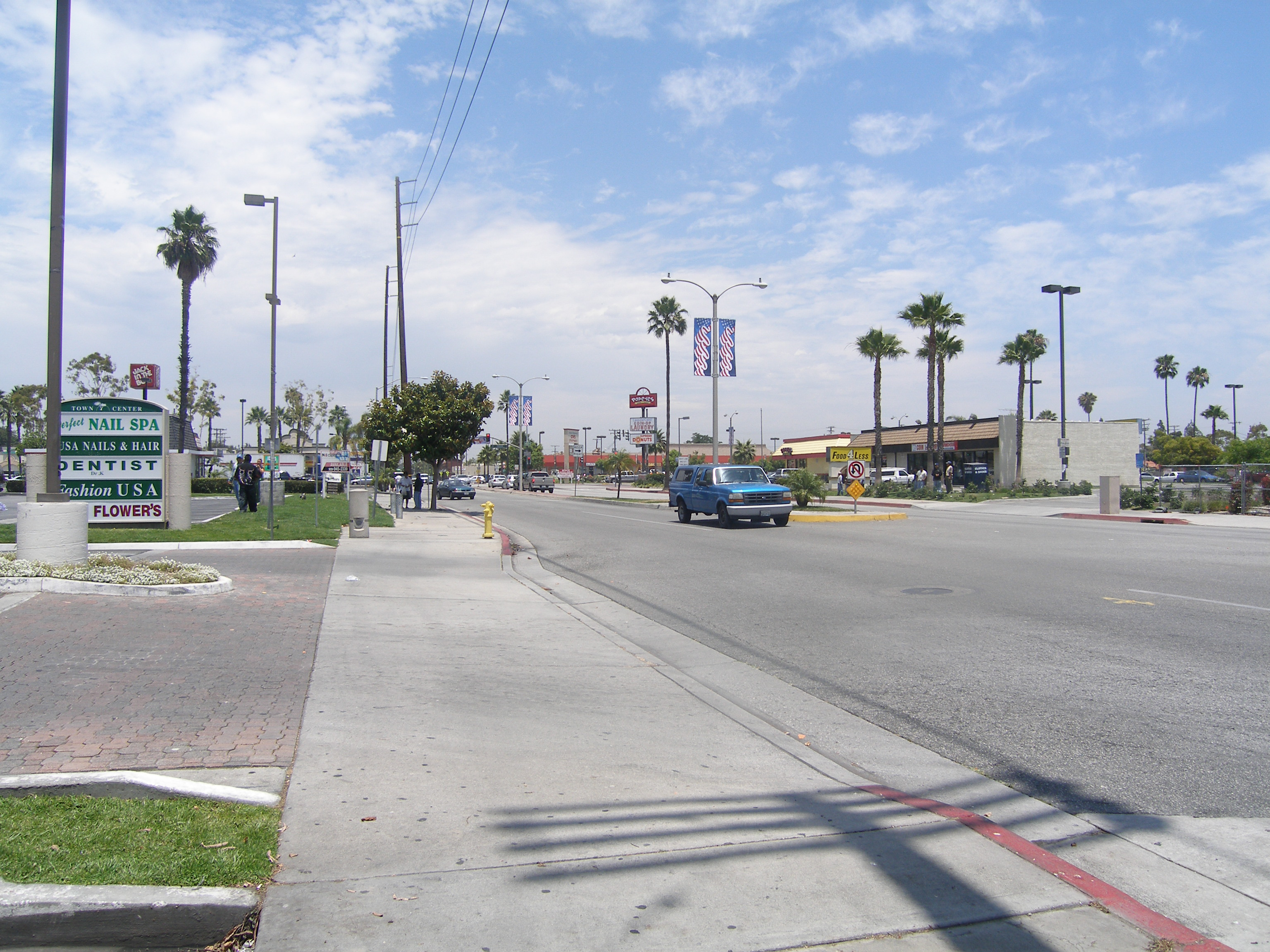
El álbum fue grabado en Carson, California.

SZA contribuyó en gran medida a la coescritura de las letras del álbum en las catorce pistas. SZA hacía estilo libre con las canciones con la esperanza de "dejar que los momentos sucedieran en el estudio".  Al principio trató de grabar notas telefónicas y escribir ideas en diarios para ayudarla a escribir.  El sello discográfico de SZA, TDE, confiscó su disco duro durante la grabación del álbum, porque SZA no pudo decidir las canciones que quería en el álbum terminado, de las 150 a 200 que grabó. También detalló cómo sus problemas de ansiedad afectaron su proceso de composición: "Hago estilo libre en todo, hasta el final. Y escucho de nuevo y pienso, ¿qué mierda? Y si algo es demasiado malo y no puedo señalarlo, y pienso, wow, esto me apesta, entonces me siento muy frustrada y generalmente descarto la canción".
Al grabar el álbum, SZA grababa desde borradores de papel, grabando un borrador hasta el final, antes de escucharlo y reformularlo. Sin embargo, con la pista de apertura del álbum "Supermodel", SZA adoptó un enfoque diferente al afirmar. Con otras canciones del álbum, SZA a menudo escuchaba el ritmo y veía "desarrollarse una idea", sin embargo, cuando SZA escuchó 'Supermodel', ni siquiera podía imaginar cómo sonaría la canción diciendo "Solo quería. Solo quería cantar. Quería pensar". SZA grabó "Drew Barrymore" después de escuchar una producción que le recordaba a la película Poison Ivy, y señaló que la emoción que sentía Ivy en la película era algo que SZA conectaba con decir que su personaje estaba "arremetiendo porque estaba sola y enojada porque su vida era así." 
"The Weekend" fue producido por ThankGod4Cody a quien se le dio la idea de probar "Set the Mood (Prelude)/Until the End of Time" de un miembro de su equipo. Después de que le entregaran la muestra, agregó acordes, una "capa brillante" y bajo. Después de experimentar un poco con las voces de la muestra, la batería y algunas adiciones en la reverberación, colocó las trampas y los Hi hats la canción, y redondeó todo con un platillo, como le dijo al sitio web Genius. La producción se hizo pensando en SZA. SZA dijo sobre la muestra en una entrevista con Associated Press : "Ni siquiera pensé en nada de lo que estaba diciendo. Estaba feliz de estar cantando sobre esa muestra de Justin Timberlake... Yo estaba como, 'Esto es por diversión. Esto es una locura".

## Composición
Ctrl es un conjunto de catorce pistas que se aleja de las inclinaciones tradicionales del R&B. 'canciones de Ctrl son predominantemente R&B alternativo, R&B y neo soul. El álbum pone a prueba las fronteras del R&B tradicional, extrayendo influencias del trap y el indie rock. El álbum contiene una metodología sonora precisa, con una producción fluida, que contiene influencias del pop, hip-hop y géneros electrónicos. Estas influencias se compararon con una mezcla de trabajos de diferentes artistas, incluidos Sade, Lauryn Hill, Purity Ring, Yuki, Björk y Billie Holiday. La producción se caracterizó por tener una influencia predominantemente hip-hop con toques de soul y pop .  El álbum tiene un tema confesional, que toca las experiencias personales de amor de SZA. El contenido lírico del álbum se consideró "franco" y se señaló como una idea de las complejidades del amor moderno; de cómo el deseo, la competencia, los celos, la política sexual, las redes sociales y la baja autoestima pueden descarrilar una relación. Un crítico de Pitchfork describió las letras del álbum como "honestas" y "a menudo cómicamente contundentes". Las voz de SZA se destacó por contener ecos que se lograron al bajar la reverberación; esto se hizo para darle al álbum un "tono íntimo y confesional". 
El álbum comienza con "Supermodel", que está construido sobre un riff de guitarra eléctrica, y se lee como una "entrada de diario expuesta" que habla líricamente sobre la traición y las consecuencias de la relación. La canción habla sobre la expareja de SZA que la dejó el día de San Valentín.  "Love Galore" es una balada trap que presenta al rapero estadounidense Travis Scott. Hablando sobre su colaboración, SZA declaró: "Creo que fusiona esa línea superfina entre la melodía y la síncopa y el bolsillo. Y amo sus bolsillos, y amo su elección de notas. Es simplemente retorcido. Es perfecto". "Doves in the Wind" presenta al rapero Kendrick Lamar y está construido sobre una producción "mareada". Los temas de las canciones giran en torno a la libertad sexual, sin dejar de tener hambre de intimidad. "Doves in the Wind", hace referencia a Forrest Gump, y describe al personaje como el tipo de hombre que ve a las mujeres como algo más que objetos sexuales. 
"Drew Barrymore" es una canción de R&B "lenta" con letras introspectivas, mientras que "Prom" es una canción pop, que se destacó por estar construida sobre guitarras silenciadas que se compararon con las de Police, mientras que la letra habla de la angustia adolescente. "The Weekend", presenta la escritura de Justin Timberlake, Timbaland y Danja, quienes fueron acreditados como muestras de canciones "Set the Mood (Prelude)/Until the End of Time " del álbum de 2006 FutureSex/LoveSounds . "The Weekend" es una pista de R&B y neo soul  Aunque algunas publicaciones en línea llamaron al narrador de la canción una " chica secundaria ", SZA canta desde la perspectiva de una mujer que solo ve a su pareja el fin de semana, mientras que otras chicas lo tienen durante la semana."Go Gina" es una referencia al papel de Tisha Campbell de Gina en la comedia de situación de los 90, Martin. Líricamente, la canción reflexiona sobre un entorno que no le gusta a las mujeres determinadas, la canción continúa discutiendo cómo la gente trata de simplificar sus problemas de manera egoísta.
"Broken Clocks" envuelve a SZA en medio de tonos borrosos del teclado y una muestra acuosa de voces masculinas mientras reflexiona sobre los recuerdos de un viejo romance que todavía la persigue" Joshua Espinoza de la revista Complex consideró la canción como "un corte de ritmo medio sobre optimismo y perseverancia".

## Lanzamiento y promoción

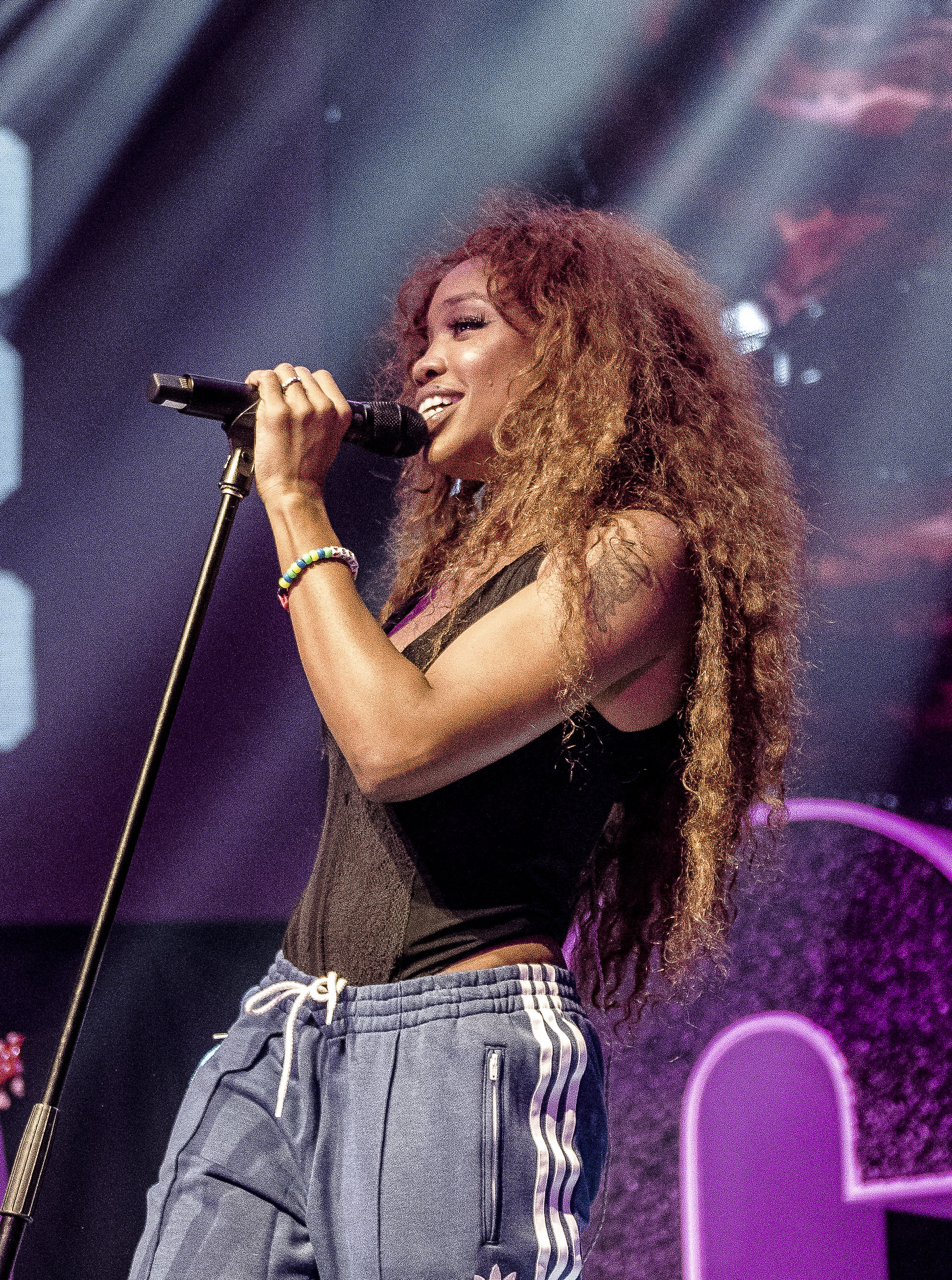
SZA actuando en Toronto, Canadá en el Ctrl the Tour en agosto de 2017.

SZA estrenó "Drew Barrymore" en Jimmy Kimmel Live!. También anunció el título de su álbum de estudio debut, inicialmente titulado A, pero luego fue renombrado como Ctrl. El 28 de abril de 2017, SZA anunció que había firmado su primer contrato de grabación con un sello importante con RCA Records. Tras el anuncio de Ctrl, SZA lanza un video promocional narrado por el rapero RZA . RZA abrió con un diálogo que decía: "Estoy entrando en la zona con mi chica de casa, SZA, auto salvador, Zig-Zag-Zig Allah". Seguido de un verso corto "Sí, creo que puedes llegar tan lejos, mamá. ¿Sabes a qué me refiero? Deja el drama, no melodrama. Sube a la cima, reclama tu karma. Y es un honor para mí dejar esta lección, es un honor para mí dar esta bendición ". El 2 de junio de 2017, "Broken Clocks" fue lanzado como el primer sencillo promocional. El 8 de junio de 2017, "Doves in the Wind" fue lanzado como el segundo sencillo promocional.
El 5 de julio de 2017, SZA anunció una gira oficial de conciertos titulada Ctrl the Tour para promover aún más el álbum. La gira comenzó el 20 de agosto de 2017 en Providence, Rhode Island, en Fête Music Hall, y concluyó el 22 de diciembre de 2017 en Filadelfia, Pensilvania, en The Fillmore Philadelphia . A pesar de que hubo una etapa europea de la gira, el 10 de julio de 2017, el cantante y rapero estadounidense Bryson Tiller anunció que SZA abriría la parte europea de su gira Set It Off Tour en apoyo de su álbum de estudio True to Self del 17 de octubre., 2017, al 30 de noviembre de 2017, separado de Ctrl the Tour. Debido a que las entradas para Ctrl the Tour se agotaron rápidamente, esto provocó la adición de fechas adicionales. Debido a problemas de salud, las primeras tres fechas de la gira se reprogramaron, lo que provocó que la gira comenzara el 20 de agosto en lugar del 16 de agosto como estaba programado originalmente. El 31 de julio de 2017, SZA lanzó un video musical de "Supermodel", exclusivamente en Apple Music .
El 9 de diciembre de 2017, SZA apareció en Saturday Night Live convirtiéndola en la tercera artista de su sello en aparecer en el programa después de Lamar y Rock. La actuación recibió elogios de la crítica por su poder y un nuevo verso que agregó a su canción "Love Galore" en ausencia de Travis Scott.

### Repertorio
El repertorio es representativo del programa del 20 de agosto de 2017 en Providence, Rhode Island . No representa la lista de canciones de todos los programas. Consta de doce pistas de Ctrl (2017) y tres pistas de Z (2014).

### Espectáculos
| Fecha                    | Ciudad        | Región         | Lugar                           | Presentaciones de apertura | Asistencia    | Ingresos     |
| Norteamérica             | Norteamérica  | Norteamérica   | Norteamérica                    | Norteamérica               | Norteamérica  | Norteamérica |
| ------------------------ | ------------- | -------------- | ------------------------------- | -------------------------- | ------------- | ------------ |
| 20 de agosto de 2017     | Providence    | Estados Unidos | Fête Music Hall                 | Smino Ravyn Lenae          | 930 / 930     | —            |
| 21 de agosto de 2017     | Richmond      | Estados Unidos | The National                    | Smino Ravyn Lenae          | 1.500 / 1.500 | —            |
| 22 de agosto de 2017     | Montréal      | Canadá         | Corona Theatre                  | Smino Ravyn Lenae          | —             | —            |
| 23 de agosto de 2017     | Toronto       | Canadá         | REBEL                           | Smino Ravyn Lenae          | —             | —            |
| 25 de agosto de 2017     | Boston        | Estados Unidos | Royale Nightclub                | Smino Ravyn Lenae          | 1.000 / 1.000 | —            |
| 26 de agosto de 2017     | Nueva York    | Estados Unidos | Commodore Barry Park            |                            |               |              |
| 27 de agosto de 2017     | Filadelfia    | Estados Unidos | The Fillmore Philadelphia       | Smino Ravyn Lenae          | 2.500 / 2.500 | —            |
| 29 de agosto de 2017     | Grand Rapids  | Estados Unidos | The Intersection                | Smino Ravyn Lenae          | —             | —            |
| 30 de agosto de 2017     | Detroit       | Estados Unidos | The Fillmore Detroit            | Smino Ravyn Lenae          | 2.900 / 2.900 | —            |
| 31 de agosto de 2017     | Chicago       | Estados Unidos | Concord Music Hall              | Smino Ravyn Lenae          | 1.600 / 1.600 | —            |
| 1 de septiembre de 2017  | Mineápolis    | Estados Unidos | First Avenue                    | Smino Ravyn Lenae          | 1.500 / 1.500 | —            |
| 3 de septiembre de 2017  | Kansas City   | Estados Unidos | Uptown Theater                  | Smino Ravyn Lenae          | 1.700 / 1.700 | —            |
| 5 de septiembre de 2017  | Lincoln       | Estados Unidos | Bourbon Theatre                 | Smino Ravyn Lenae          | 750 / 750     | —            |
| 6 de septiembre de 2017  | Englewood     | Estados Unidos | Gothic Theatre                  | Smino Ravyn Lenae          | 1.100 / 1.100 | —            |
| 8 de septiembre de 2017  | Paradise      | Estados Unidos | Vinyl                           | Ravyn Lenae                | —             | —            |
| 9 de septiembre de 2017  | Anaheim       | Estados Unidos | Angel Stadium                   |                            |               |              |
| 10 de septiembre de 2017 | Sacramento    | Estados Unidos | Ace of Spades                   | Smino Ravyn Lenae          | —             | —            |
| 12 de septiembre de 2017 | Santa Cruz    | Estados Unidos | The Catalyst                    | Smino Ravyn Lenae          | 800 / 800     | —            |
| 13 de septiembre de 2017 | Eugene        | Estados Unidos | W.O.W. Hall                     | Smino Ravyn Lenae          | 400 / 400     | —            |
| 14 de septiembre de 2017 | Vancouver     | Canadá         | Commodore Ballroom              | Smino Ravyn Lenae          | 990 / 990     | —            |
| 16 de septiembre de 2017 | Portland      | Estados Unidos | Roseland Theater                | Smino Ravyn Lenae          | 1.400 / 1.400 | —            |
| 17 de septiembre de 2017 | Seattle       | Estados Unidos | Neptune Theatre                 | Smino Ravyn Lenae          | 2.800 / 2.800 | —            |
| 19 de septiembre de 2017 | San Francisco | Estados Unidos | The Warfield Theatre            | Smino Ravyn Lenae          | 2.250 / 2.250 | —            |
| 21 de septiembre de 2017 | Tempe         | Estados Unidos | Marquee Theatre                 | Ravyn Lenae                | —             | —            |
| 22 de septiembre de 2017 | Tucson        | Estados Unidos | Rialto Theatre                  | Ravyn Lenae                | 1.200 / 1.200 | —            |
| 25 de septiembre de 2017 | Los Ángeles   | Estados Unidos | The Novo                        | Smino Ravyn Lenae          | 2.300 / 2.300 | —            |
| 28 de septiembre de 2017 | Nueva Orleans | Estados Unidos | House of Blues New Orleans      | Ravyn Lenae                | 1.000 / 1.000 | —            |
| 29 de septiembre de 2017 | Dallas        | Estados Unidos | South Side Music Hall           | Smino Ravyn Lenae          | 1.500 / 1.500 | —            |
| 30 de septiembre de 2017 | San Antonio   | Estados Unidos | Alamo City Music Hall           | Smino Ravyn Lenae          | 1.200 / 1.200 | —            |
| 1 de octubre de 2017     | Austin        | Estados Unidos | Emo's                           | Smino Ravyn Lenae          | 1.550 / 1.550 | $31,012      |
| 3 de octubre de 2017     | Houston       | Estados Unidos | Warehouse Live                  | Smino Ravyn Lenae          | 1.650 / 1.650 | —            |
| 5 de octubre de 2017     | Nashville     | Estados Unidos | Memorial Gymnasium              |                            |               |              |
| 7 de octubre de 2017     | Miami         | Estados Unidos | The Ground                      | Ravyn Lenae                | —             | —            |
| 8 de octubre de 2017     | Tampa         | Estados Unidos | The Orpheum                     | Smino Ravyn Lenae          | 720 / 720     | —            |
| 9 de octubre de 2017     | Atlanta       | Estados Unidos | The Tabernacle                  | Smino Ravyn Lenae          | 2.500 / 2.500 | —            |
| 11 de octubre de 2017    | Greensboro    | Estados Unidos | Cone Denim Entertainment Center | Smino Ravyn Lenae          | —             | —            |
| 12 de octubre de 2017    | Charlotte     | Estados Unidos | The Fillmore Charlotte          | Smino Ravyn Lenae          | —             | —            |
| 14 de noviembre de 2017  | Los Ángeles   | Estados Unidos | The Novo                        |                            | 2.300 / 2.300 | —            |
| 10 de diciembre de 2017  | New York City | Estados Unidos | Brooklyn Steel                  | Ravyn Lenae Smino          | 1800 / 1800   | $45,070      |
| 11 de diciembre de 2017  | New York City | Estados Unidos | Irving Plaza                    | Ravyn Lenae Smino          | 1025 / 1025   | —            |
| 13 de diciembre de 2017  | Cleveland     | Estados Unidos | House of Blues Cleveland        | Ravyn Lenae Smino          | —             | —            |
| 15 de diciembre de 2017  | Indianápolis  | Estados Unidos | Old National Centre             | Ravyn Lenae Smino          | —             | —            |
| 16 de diciembre de 2017  | Louisville    | Estados Unidos | Mercury Ballroom                | Ravyn Lenae Smino          | —             | —            |
| 17 de diciembre de 2017  | San Luis      | Estados Unidos | The Ready Room                  | Ravyn Lenae Smino          | —             | —            |
| 19 de diciembre de 2017  | San Luis      | Estados Unidos | The Ready Room                  | Ravyn Lenae Smino          | —             | —            |
| 20 de diciembre de 2017  | Chicago       | Estados Unidos | Concord Music Hall              | Ravyn Lenae Smino          | —             | —            |
| Oceanía                  |               |                |                                 |                            |               |              |
| 13 de enero de 2018      | Auckland      | Nueva Zelanda  | Spark Arena                     |                            | —             | —            |
| 14 de enero de 2018      | Sídney        | Australia      | Enmore Theatre                  |                            | 2.500 / 2.500 | —            |
| Norteamérica             |               |                |                                 |                            |               |              |
| 15 de enero de 2018      | Honolulu      | Estados Unidos | The Republik                    | rowspan="3"                | —             | —            |
| 18 de enero de 2018      | Honolulu      | Estados Unidos | The Republik                    |                            | —             | —            |
| 31 de enero de 2018      | Filadelfia    | Estados Unidos | The Fillmore Philadelphia       | 2,500 / 2,500              | —             |              |
| Total                    | Total         | Total          | Total                           | Total                      | —             | —            |

### Espectáculos aplazados
| Fecha                  | Ciudad            | País              | Lugar de eventos           | Actos de apertura | Razón                     |                   |
| América del norte      | América del norte | América del norte | América del norte          | América del norte | América del norte         | América del norte |
| ---------------------- | ----------------- | ----------------- | -------------------------- | ----------------- | ------------------------- | ----------------- |
| 17 de agosto de 2017   | Silver Spring     | Estados Unidos    | The Fillmore Silver Spring | Ravyn Lenae Smino | Problemas de salud        |                   |
| 18 de agosto de 2017   | New Haven         | Estados Unidos    | Toad's Place               | Ravyn Lenae Smino | Problemas de salud        |                   |
| 8 de diciembre de 2017 | Norfolk           | Estados Unidos    | The NorVa                  | Ravyn Lenae Smino | Conflicto de programación |                   |
| 9 de diciembre de 2017 | Baltimore         | Estados Unidos    | Rams Head Live!            | Ravyn Lenae Smino | Conflicto de programación |                   |

### Sencillos
El 13 de enero de 2017, SZA lanzó el sencillo principal del álbum "Drew Barrymore". Fue producido por The Antydote y Carter Lang. El 20 de junio de 2017, SZA lanzó el video musical de "Drew Barrymore", que incluía un cameo de la propia Drew Barrymore. Comercialmente, a la canción no le fue bien ya que no fue lanzada a la radio. El 28 de abril de 2017, SZA lanzó el segundo sencillo del álbum " Love Galore ". Cuenta con el rapero estadounidense Travis Scott y fue producido por ThankGod4Cody, Carter Lang, Scum y Punch . El video musical de la canción, dirigido por Nabil, se estrenó el 27 de abril de 2017. Fue subido al canal Vevo de SZA el 28 de abril de 2017.  Comercialmente, a la canción le fue bien en América del Norte, ubicándose en las listas canadienses y entrando en el top cuarenta en el Billboard Hot 100, alcanzando el número treinta, y luego obteniendo la certificación 4x platino por la RIAA.
El 26 de septiembre de 2017, "The Weekend" fue enviado a la radio urbana contemporánea como el tercer sencillo del álbum. A partir de la lista del 3 de enero de 2018, alcanzó el puesto número veintinueve en el Billboard Hot 100, convirtiéndose en su sencillo en solitario con mayor puntuación en esa región. Un video musical de la canción dirigida por Solange Knowles fue lanzado oficialmente el 22 de diciembre de 2017. Ha sido certificado 3x platino por la RIAA.
"Broken Clocks" fue enviado a la radio urbana contemporánea el 9 de enero de 2018 como el cuarto sencillo del álbum después de haber sido lanzado previamente como un sencillo promocional como parte de la reserva del álbum. A octubre de 2020, ha sido certificado 2x platino por la RIAA.
"Garden (Say It Like Dat)" fue lanzado como el quinto y último sencillo del álbum el 19 de junio de 2018 y ha sido certificado platino por la RIAA.

## Recepción de la crítica
Ctrl recibió elogios generalizados de la crítica de música. En Metacritic, que asigna una calificación media ponderada de 100 a las reseñas de los críticos principales, el álbum recibió una puntuación promedio de 86, basada en 15 reseñas, lo que indica "aclamación universal". Tara Joshi de The Observer dijo que las canciones son 'deliciosas canciones lentas con voces delicadas pero potentes y percepciones íntimas en la feminidad, la autoestima y la juventud'. Claire Lobenfeld de Pitchfork  llama el álbum 'un opulento, álbum R&B puro que pone a prueba constantemente las fronteras del género', y nombró 'Prom' como uno de los temas sobresalientes. Siena Yates de The New Zealand Herald lo describió como "un salto brutalmente honesto y rico en sonido por la madriguera del conejo". 
En su revisión del álbum, Jon Pareles de The New York Times  dijo de SZA: "Pero ahora, bajo su mando totalmente el primer plano de sus canciones. Su voz es franca, grabada para que suene natural y sin afectaciones, con todo su grano y peculiaridades conversacionales "  Vibe ' Jessica McKinny dijo que el álbum "ha definitivamente el puntapié inicial de su viaje en la dirección correcta. Es crudo, conmovedor, rítmico y edificante en todos los lugares correctos y seguramente será un regalo de verano para viejos y nuevos fans ". También se refirió al álbum como "perfección desnuda". Gerrick D. Kennedy de Los Angeles Times calificó el álbum como "partes iguales de doloroso, descarado y magníficamente honesto" y dijo de las canciones: "Los discos son tiernos, vulnerables y a menudo desafiantes".
Ryan B. Patrick de Exclaim! se refirió a SZA como "el paquete completo en términos de arte: habilidades asesinas para cantar y escribir canciones con una perspectiva distinta de la vida, el amor y el destino". Continuó diciendo que Ctrl "es artesanía en acción, un álbum excepcionalmente excelente de un artista excepcionalmente excelente". Nastia Voynovskaya de Paste llama el álbum 'sorprendentemente fácil para identificarse' y comparó su voz a la de Amy Winehouse y Billie Holiday. Jamie Milton de NME dijo que "se mueve sin esfuerzo entre narrativas y géneros como si fuera un juego de niños" y continuó diciendo que el artista "no es una estrella en ciernes, es un talento en toda regla que prácticamente está presumiendo". También nombraron "Prom" como la canción destacada del álbum. 

### Reconocimientos
| Publicación                            | Lista                                            | Puesto | Ref.    |
| -------------------------------------- | ------------------------------------------------ | ------ | ------- |
| Exclaim!                               | Top 10 Soul & R&B Albums of 2017                 | 1      | [ 61 ]  |
| New York Daily News                    | The 25 Best Albums of 2017                       | 1      | [ 62 ]  |
| Noisey                                 | The 100 Best Albums of 2017                      | 1      | [ 63 ]  |
| Time                                   | The Top 10 Best Albums of 2017                   | 1      | [ 64 ]  |
| Vice                                   | The 100 Best Albums of 2017                      | 1      | [ 65 ]  |
| Billboard                              | Billboard 50 Best Albums of 2017: Critics' Picks | 2      | [ 66 ]  |
| Dazed                                  | The 20 Best Albums of 2017                       | 2      | [ 67 ]  |
| The New York Times (by Jon Caramanica) | The Best Albums of 2017                          | 2      | [ 68 ]  |
| NPR                                    | The 50 Best Albums of 2017                       | 2      | [ 69 ]  |
| Pitchfork                              | The 50 Best Albums of 2017                       | 2      | [ 70 ]  |
| The Skinny                             | The Skinny's Top 50 Albums of 2017               | 2      | [ 71 ]  |
| Uproxx                                 | 50 Best Albums of 2017                           | 2      | [ 72 ]  |
| Complex                                | The Best Albums of 2017                          | 3      | [ 73 ]  |
| Entertainment Weekly                   | Best Albums of 2017: EW Picks 25 Greatest        | 3      | [ 74 ]  |
| The Irish Times                        | Ticket Awards 2017; The best music of the year   | 3      | [ 75 ]  |
| Mashable                               | 10 Favorite Albums of 2017                       | 3      | [ 76 ]  |
| NOW                                    | The Top 10 Best Albums of 2017                   | 3      | [ 77 ]  |
| Rap-Up                                 | Rap-Up's 20 Best Albums of 2017                  | 3      | [ 78 ]  |
| Crack Magazine                         | The Top Albums of 2017                           | 4      | [ 79 ]  |
| FUSE                                   | The 20 Best Albums of 2017                       | 4      | [ 80 ]  |
| The A.V. Club                          | The A.V. Club's 20 Best Albums of 2017           | 5      | [ 81 ]  |
| The Independent                        | The 30 Best Albums of 2017                       | 5      | [ 82 ]  |
| Stereogum                              | The 50 Best Albums of 2017                       | 5      | [ 83 ]  |
| USA Today                              | USA Today's 10 Favourite albums of 2017          | 5      | [ 84 ]  |
| The New Zealand Herald                 | The Best Albums of 2017                          | 6      | [ 85 ]  |
| The Sunday Times                       | The 100 Best Albums of the Year                  | 6      | [ 86 ]  |
| Atlantic Monthly                       | The 10 Best Albums of 2017                       | 7      | [ 87 ]  |
| Consequence of Sound                   | The Top 50 Albums of 2017                        | 7      | [ 88 ]  |
| NME                                    | NME's Albums of the Year 2017                    | 7      | [ 89 ]  |
| Time Out                               | 29 Albums of 2017 You Need to Know               | 7      | [ 90 ]  |
| The New York Times (by Jon Pareles)    | The Best Albums of 2017                          | 8      | [ 68 ]  |
| Loud and Quiet                         | The Loud and Quiet Top 40 Albums of 2017         | 9      | [ 91 ]  |
| People                                 | 10 Best Albums of 2017                           | 10     | [ 92 ]  |
| The Stranger                           | The Top 10 Albums of 2017                        | 12     | [ 93 ]  |
| Slant                                  | The 25 Best Albums of 2017                       | 15     | [ 94 ]  |
| Rolling Stone                          | 50 Best Albums of 2017                           | 20     | [ 95 ]  |
| Paste                                  | The 50 Best Albums of 2017                       | 25     | [ 96 ]  |
| Q                                      | 50 Best Albums of 2017                           | 27     | [ 97 ]  |
| Gorilla vs. Bear                       | Gorilla vs Bear Albums of 2017                   | 28     | [ 98 ]  |
| Drowned in Sound                       | Favourite Albums in 2017                         | 42     | [ 99 ]  |
| Uncut                                  | 75 Best Albums of 2017                           | 53     | [ 100 ] |
| Resident                               | The Resident Annual 2017                         | 65     | [ 101 ] |
| The Quietus                            | Albums of the Year 2017                          | 68     | [ 102 ] |

SZA recibió cinco nominaciones en la 60a Entrega Anual de los Premios Grammy (2018), incluyendo Mejor Artista Nuevo, Mejor Álbum Urbano Contemporáneo por Ctrl, Mejor Interpretación de R&B por "The Weekend", Mejor Canción de R&B "Supermodel" y Mejor Interpretación de Rap/Cantada por "Love Galore"con Travis Scott.

## Desempeño comercial
Ctrl debutó en el número tres en la lista Billboard 200 de EE. UU., obteniendo 60.000 unidades equivalentes a álbumes (incluidas 25.000 copias como ventas de álbumes puros) en su primera semana. Este se convirtió en el primer debut entre los diez primeros de SZA en Estados Unidos. El álbum también acumuló 49,52 millones de reproducciones de sus canciones esa semana.  En su segunda semana, el álbum cayó al número 11 en la lista, ganando 30.000 unidades adicionales. En su tercera semana, el álbum cayó al número 12 en la lista, ganando 28,000 unidades más. En su cuarta semana, el álbum cayó al número 13 en la lista, ganando 25,000 unidades. El 31 de julio de 2020, el álbum fue certificado doble platino por la Recording Industry Association of America (RIAA) por ventas combinadas y unidades equivalentes al álbum de más de dos millones de unidades en los Estados Unidos.

## Listado de canciones
Créditos adaptados de las notas del álbum.

| Ctrl  |                                           | |                              |          |  |
| N.º   | Título                                    | Escritor(es)                                                                                                   | Productor(es)                | Duración |  |
| 1.    | «Supermodel»                              | Solána Rowe, Pharrell Williams, Tyran Donaldson, Terrence Henderson, Nico Segal y Greg Landfair, Jr.           | Scum                         | 3:01     |  |
| 2.    | «Love Galore» (con Travis Scott)          | Rowe, Jacques Webster II, Cody Fayne, Carter Lang y Henderson                                                  | ThankGod4Cody y Lang         | 4:35     |  |
| 3.    | «Doves in the Wind» (con Kendrick Lamar)  | Rowe, Kendrick Duckworth, Cameron Osteen, Reggie Noble, John Bowman, Dana Stinson, Trevor Smith y James Yancey | Cam O'bi                     | 4:26     |  |
| 4.    | «Drew Barrymore»                          | Rowe, Lang, Donaldson, Macie Stewart y Henderson                                                               | Lang y Scum                  | 3:51     |  |
| 5.    | «Prom»                                    | Rowe, Donaldson y Lang                                                                                         | Scum y Lang                  | 3:16     |  |
| 6.    | «The Weekend»                             | Rowe, Justin Timberlake, Timothy Mosley, Floyd Hills y Fayne                                                   | ThankGod4Cody                | 4:32     |  |
| 7.    | «Go Gina»                                 | Rowe, Donaldson, Lang y Adam Feeney                                                                            | Scum, Lang y Frank Dukes     | 2:41     |  |
| 8.    | «Garden (Say It Like Dat)»                | Rowe, Daniel Tannenbaum, Craig Balmoris, Sergiu Gherman y Tyler Mehlenbacher                                   | Bēkon, The Donuts y Balmoris | 3:28     |  |
| 9.    | «Broken Clocks»                           | Rowe, Fayne, Thomas Paxton-Beesley, Feeney y Ashton Simmonds                                                   | ThankGod4Cody                | 3:51     |  |
| 10.   | «Anything»                                | Rowe, Donaldson, Lang, Peter Wilkins, Donna Summer, Giorgio Moroder y Pete Bellotte                            | Scum y Lang                  | 2:29     |  |
| 11.   | «Wavy (Interlude)» (con James Fauntleroy) | Rowe, Fauntleroy, Lukasz Plas y Fayne                                                                          | ThankGod4Cody y Prophit      | 1:15     |  |
| 12.   | «Normal Girl»                             | Rowe, Lang, Donaldson y Henderson                                                                              | Lang                         | 4:13     |  |
| 13.   | «Pretty Little Birds» (con Isaiah Rashad) | Rowe, Isaiah McClain, Donaldson, Lang y Josef Leimberg                                                         | Scum, Lang y Leimberg        | 4:05     |  |
| 14.   | «20 Something»                            | Rowe, Donaldson y Lang                                                                                         | Scum y Lang                  | 3:18     |  |
| 49:01 |                                           | |                              |          |  |

- "Supermodel" cuenta con voces adicionales de Pharrell Williams.

Créditos de samples
- "Doves in the Wind" contiene una muestra de la grabación "Let's Get Dirty (I Can't Get in da Club)", escrita por Reggie Noble, John Bowman y Dana Stinson e interpretada por Redman, y una interpolación de "Turn Me Up Some", escrito por Trevor Smith y James Yancey e interpretado por Busta Rhymes .
- "The Weekend" contiene elementos de "Set the Mood (Prelude)", escrito por Justin Timberlake, Timothy Mosley y Floyd Hills e interpretado por Justin Timberlake.
- "Broken Clocks" encarna partes de "West", escrito por Thomas Paxton-Beesley, Adam Feeney y Ashton Simmonds e interpretado por River Tiber con Daniel Caesar .
- "Anything" contiene una muestra de la grabación "Spring Affair", escrita por Giorgio Moroder, Pete Bellotte y Donna Summer e interpretada por Donna Summer.
- "Normal Girl" contiene una interpolación de "Controlla" de Drake .

## Personal
| Técnico - Lukasz Plas – grabación - James Hunt – grabación - Juan Carlos – grabación, ingeniería (pista 7) - Jared "JT" Gagarin – grabación, ingeniería (pista 12) - Blake Harden – grabación, ingeniería (Travis Scott on pista 2; pista 14) - Tyler Page – grabación - Cyrus Taghipour – grabación - Ivan Corpening – grabación - Chris Classick – grabación, ingeniería (pistas 2, 6, 9) - Hector Castro – grabación, ingeniería (pista 8), mixing (pista 8) - Prophit – ingeniería (pistas 3-5, 11, 13) - Ray Charles Brown – ingeniería (pista 1) - Matt Schaeffer – ingeniería (Kendrick Lamar on pista 3) - Bēkon – ingeniería (pista 8) - Scum – ingeniería (pista 10) - Josef Leimberg – ingeniería (Isaiah Rashad on pista 13) - Derek "MixedByAli" Ali – mixing - Mike Bozzi – masterización | Performance - Stix – batería adicional (pista 1) - Pharrell Williams – voces adicionales (pista 1) - Macie Stewart – cuerdas (pista 4) - Peter Cottontale – bajo (pista 10) - Mommy – skit (pistas 1, 4, 14) - Granny – skit (pista 3) Design - SZA – dirección creativa, dirección visual, estilo, A&R - Terrence "Punch" Henderson – dirección creativa, A&R - Sage Adams – dirección visual, fotografía - Vlad Sepetov – diseño gráfico y empaquetado - Joshua "Script" Patrick - A&R Coordinnador - Roberto "Ret One" Reyes – diseño gráfico y empaquetado - Christopher Parsons – fotografía - Jason Chandler – fotografía - Dianne Garcia – estilo - Integral Studio - dirección técnica |

## Posicionamiento en listas
| Listas (2017–2021)                      | Mejor posición |
| --------------------------------------- | -------------- |
| Australia (ARIA)                        | 39             |
| Australia Urban Albums (ARIA)           | 5              |
| Bélgica (Ultratop flamenca)             | 125            |
| Canadá (Billboard Canadian Albums)      | 10             |
| Países Bajos (Album Top 100)            | 58             |
| Francia (SNEP)                          | 166            |
| Irlanda (OCC)                           | 27             |
| Nueva Zelanda (Recorded Music NZ)       | 15             |
| Suiza (Schweizer Hitparade)             | 96             |
| Reino Unido (UK Albums Chart)           | 46             |
| Reino Unido (UK R&B Albums)             | 10             |
| Estados Unidos (Billboard 200)          | 3              |
| Estados Unidos (Top R&B/Hip-Hop Albums) | 1              |

| Lista (2017)                                      | Posición |
| ------------------------------------------------- | -------- |
| Australia Urban Albums (ARIA)                     | 50       |
| Estados Unidos (Billboard 200)                    | 42       |
| Estados Unidos (Billboard Top R&B/Hip-Hop Albums) | 18       |

| Lista (2018)                                      | Posición |
| ------------------------------------------------- | -------- |
| Nueva Zelanda (RMNZ)                              | 45       |
| Estados Unidos (Billboard 200)                    | 31       |
| Estados Unidos (Billboard Top R&B/Hip-Hop Albums) | 19       |

| Lista (2019)                   | Posición |
| ------------------------------ | -------- |
| Estados Unidos (Billboard 200) | 99       |

| Lista (2020)                                      | Posición |
| ------------------------------------------------- | -------- |
| Estados Unidos (Billboard 200)                    | 110      |
| Estados Unidos (Billboard Top R&B/Hip-Hop Albums) | 99       |
| Estados Unidos (Billboard Top R&B Albums)         | 13       |
| Estados Unidos (Billboard Top Catalog Albums)     | 23       |

| Lista (2010-2019)              | Posición |
| ------------------------------ | -------- |
| Estados Unidos (Billboard 200) | 111      |

## Certificaciones
| País                                                                 | Certificación | Ventas     |
| -------------------------------------------------------------------- | ------------- | ---------- |
| Australia (ARIA)                                                     | Oro           | 35.000^    |
| Rusia                                                                | Platino       | 20.000*    |
| Reino Unido (BPI)                                                    | Oro           | 100.000^   |
| Estados Unidos                                                       | 2× Platino    | 2.000.000^ |
| * las cifras de ventas sobre la base de la certificación por sí sola |               |            |
| x cifras no especificadas sobre base de la certificación por sí sola |               |            |